# Kiskörtvélyes
Kiskörtvélyes falu Romániában, Máramaros megyében, Kápolnokmonostor községben. Román neve Curtuiușu Mic

## Fekvése
Nagybányától délre, a Lápos folyó jobb oldali mellékvizének forrása mellett fekvő település.

## Története
Körtvélyes, Kiskörtvélyes nevét 1405-ben Kurthveles néven említette először oklevél. 
1651-ben Kiskörtvélyes, 1760–1762 között Kiskörvéllyes, 1805-ben Kis Körtvélyes, 1808-ban Körtvélyes (Kis-), 1913-ban Kiskörtvélyes néven írták. 
Kővár tartozéka volt és román lakosságú falu, melyet még Zsigmond király adományozott Balk fiainak Demeter és Sandrinnak s Drág fiainak György és Sandrinnak a többi Kővárhoz tartozó településsel együtt.
1424-ben való osztozkodásakor Sandrin fiainak János és Lászlónak jutott.
1470-ben Mátyás király Bélteki Sandrin fiától Mihálytól, mert az feleségét megölte és így főbenjáró vétségben való elmarasztalásképp összes birtokát, ezek közt Körtvélyest is elkobozta és azt Drágfi Miklós fiainak Bertalannak adományozta.
1553–1554-ben Drágffy György birtokának írták, de 1556-ban a Drágffyak kihalta után Izabella királyné Drágffy György e birtokát bátori (ecsedi) Báthori Györgynek, nejének sonlyói Báthory Annának és fiuknak Istvánnak adományozta.
1564-ben Kővár 1651 évi urbáriuma szerint somlyai Báthory Anna, bátori (ecsedi) Báthory György neje Kis-Körtvélyes örökös vajdaságát Tivadar Lukácsnak adományozta. 1565-ben azonban Báthori György fellázadt II. Miksa császár ellen, a lázadás leverése után, feje váltságául Kővárát és vele együtt e tartozékot is a császárnak engedte át.
1567-ben II. János király visszafoglalta Kővárt és tartozékait Miksa császártól és beregszói Hagymási Kristófnak adományozta.
1630-ban Brandenburgi Katalin a Kővárához tartozó Körtveliest Toldalagi Jánosnak adományozta 2000 forintért.
1650-ben Kővárhoz tartozó kincstári birtok volt.
1652-ben II. Rákóczi György e birtokot homokszentiváni Keresztes Andrásnak adta zálogba, kitől azt Bánffy Zsigmond magához váltotta és II. Rákóczi Györgytől zálogba nyerte.
1702-ben Bánffy Péter birtokának írták.
1809-ben gróf Teleki Domokos birtoka, akinek itt 25 jobbágytelke volt. 1820-ban pedig gróf Teleki Imre birtoka volt.
1898-ban kincstári birtok, mellette pedig 521 hold birtoka volt itt Páska Györgynek valamint Tamás János öröklés és vásár útján szerzett itt birtokrészt.
Az 1876-os megyerendezésig Kővár vidékéhez tartozott, a trianoni békeszerződés előtt pedig Szolnok-Doboka vármegye Kápolnokmonostori járásához.

## Nevezetességek
- Görög keleti fatemploma – 1868-ban épült, 1871-ben Mihály és Gábor őrangyalok tiszteletére szentelték föl. Három harangja felirata szerint 1862, 1872 és 1898 évből valók, melyeket Kolozsváron öntöttek.